# Martin Skoda
Martin Skoda (* 1966 in Prüm) ist ein deutscher Schauspieler.

## Leben
Martin Skoda wurde in der Westeifel geboren und wuchs in Mainz auf. Nach seinem Abitur und dem sich anschließenden Zivildienst hatte er seine ersten Bühnenauftritte am Jungen Theater Göttingen.
Seine Schauspielausbildung erhielt er von 1988 bis 1992 an der Westfälischen Schauspielschule in Bochum, wo er mit Diplom abschloss. Während seiner Ausbildung spielte er in zwei Produktionen am Schauspielhaus Bochum (Peter in Hirsche und Hennen und Lämmermeier in Frühlings Erwachen).
Sein erstes Festengagement hatte er von 1992 bis 1995 unter Intendant Klaus Weise am Theater Oberhausen. Von 1995 bis 1997 folgte ein weiteres Festengagement an den Städtischen Bühnen Augsburg. Dort spielte er u. a. den Franz in Geschichten aus dem Wienerwald und Laertes in Hamlet. Anschließend arbeitete Skoda als freier Schauspieler mit Engagements am Landestheater NRW im Kreis Wesel (1999, als Malvolio in Was ihr wollt, Regie: Hanfried Schüttler), am Theater Oberhausen, am Hans-Otto-Theater in Potsdam und beim Westdeutschen Tourneetheater (WTT) Remscheid.
Außerdem spielte er an freien Theatern in Köln, u. a. beim INTEATA von Inka Neubert und am Theater im Bauturm. 2003 gründete er gemeinsam mit seiner Frau in Köln ein eigenes Theater, das „Theater103“, das u. a. 2007 die deutsche Erstaufführung von Sabine Harbekes Theaterstück Lustgarten herausbrachte.
Von 2007 bis 2009 hatte er sein drittes Festengagement am Rheinischen Landestheater Neuss.
Ab der Spielzeit 2010/11 war Martin Skoda fest am Theater Lüneburg engagiert, wo er mittlerweile weiterhin als Gast verpflichtet ist. Zu seinen Rollen am Theater Lüneburg, gehörten u. a. der Doktor in Woyzeck, Antonio in Was ihr wollt, Richard in Ladies Night, Clitandre in Der Menschenfeind, Veit Tümpel in Der zerbrochne Krug und das Solo-Theaterstück Der Kontrabaß. Die Spielzeit 2013/14 spielte er am Theater Lüneburg den Eckard in Benefiz von Ingrid Lausund (Regie: Andreas Mach) und den Barbier Shu Fu in Der gute Mensch von Sezuan (Regie: Barbara Neureiter). Seit der Spielzeit 2019/20 verkörpert Skoda am Theater Lüneburg den „Mann“ in dem erfolgreichen Zwei-Personenstück Die Tage, die ich mit Gott verbrachte von Axel Hacke.
Neben seinem Lüneburger Engagement spielte er bei dem in der Lüneburger Heide ansässigen „Jahrmarkttheater Wettenbostel“ in den Sommermonaten mehrere Jahre den Polonius in Hamlet.
Skoda stand auch für mehrere Film- und Fernsehproduktionen vor der Kamera. Er hatte Auftritte in verschiedenen TV-Serien und in dem zweiteiligen ZDF-Fernsehfilm Die Gustloff mit. Für arte/ZDF wirkte er auch an mehreren Doku-Formaten mit. Im 30. Film der ZDF-Krimireihe Marie Brand, Marie Brand und der überwundene Tod, der im Februar 2022 erstausgestrahlt wurde, spielte Skoda eine der Hauptrollen, den tatverdächtigen Malermeister Stefan Fassbender.
Martin Skoda lebt zusammen mit seiner Frau, der Regisseurin Sabine Bahnsen, in Lüneburg.

## Filmografie (Auswahl)
- 1998: Stadtklinik: Der Wiederholungstäter (Fernsehserie, eine Folge)
- 2000: Die Wache: Volles Risiko (Fernsehserie, eine Folge)
- 2008: Die Gustloff (Fernsehfilm)
- 2008: 112 – Sie retten dein Leben (Fernsehserie, eine Folge)
- 2010: Lena – Liebe meines Lebens (Fernsehserie, eine Folge)
- 2022: Marie Brand: Marie Brand und der überwundene Tod (Fernsehreihe)

## Hörspiele (Auswahl)
- 1994: Felix Claas: Der Tote im Rollstuhl (Gottlieb) – Regie: Frank E. Hübner (Original-Hörspiel, Kriminalhörspiel – WDR)
- 2003: Grant Sutherland: Insider (Daniel) – Regie: Klaus Wirbitzky (Originalhörspiel, Kriminalhörspiel – WDR)
- 2003: Christopher Janssen: Der JFK-Komplex (Rezeptionist) – Regie: Thomas Leutzbach (Originalhörspiel, Kriminalhörspiel – WDR)
- 2003: Eliot Pattison: Der fremde Tibeter (2. und 4. Teil) (Major Yang) – Bearbeitung und Regie: Walter Adler (Hörspielbearbeitung, Kriminalhörspiel – WDR)
- 2004: Tobias Bungter: Jeck! Das 3. Abenteuer von Kokolores & Co. (Türsteher) – Regie: Thomas Werner (Originalhörspiel, Kinderhörspiel – WDR)
- 2004: Ted Lewis: Jack rechnet ab (Empfangschef) – Regie: Petra Feldhoff (Hörspielbearbeitung, Kriminalhörspiel – WDR)